# Haval Raptor

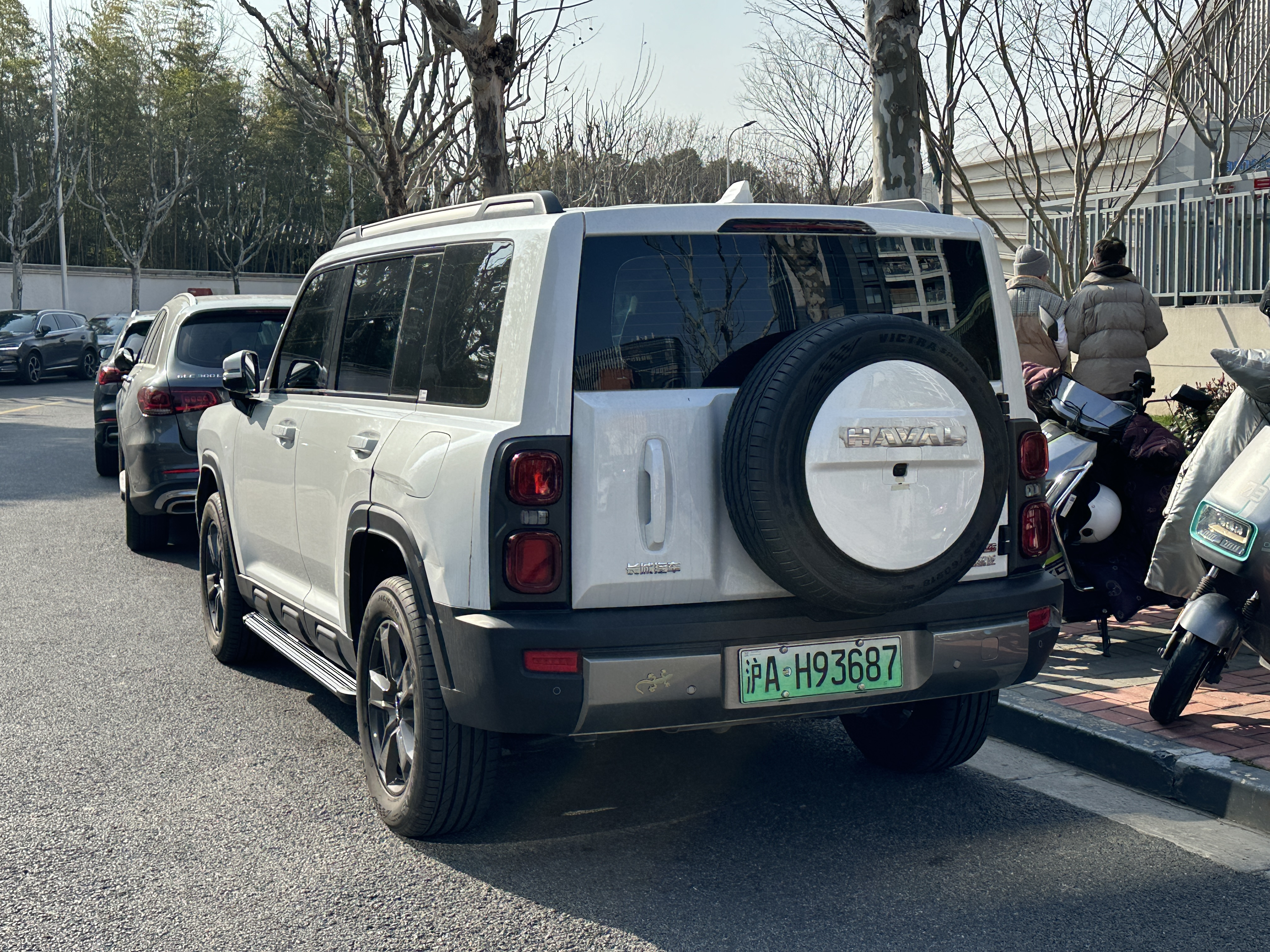
Heckansicht

Der Haval Raptor ist ein Sport Utility Vehicle der chinesischen Marke Haval, die zum Automobilhersteller Great Wall Motor gehört.

## Geschichte
Nachdem das chinesische Ministerium für Industrie und Informationstechnik im Juni 2023 erste Informationen über das Fahrzeug mit dem internen Code B26 veröffentlicht hatte, wurde es im August 2023 offiziell vorgestellt. Auf dem chinesischen Heimatmarkt kam es im Oktober 2023 in den Handel. Eine überarbeitete Version der Baureihe wurde bereits im August 2024 gezeigt. Sie soll im August 2025 in den Handel kommen.

## Technische Daten
Angeboten wird das fünfsitzige SUV ausschließlich als Plug-in-Hybrid mit Allradantrieb. Es stehen zwei Varianten zur Wahl. Die günstigere hat einen 19,1-kWh-Lithium-Eisenphosphat-Akkumulator und eine Systemleistung von 278 kW (378 PS), das Topmodell hat einen Lithium-Eisenphosphat-Akkumulator mit 27,5 kWh und eine Systemleistung von 282 kW (383 PS). Eine reine Verbrenner-Version wurde im Mai 2025 vorgestellt.
Die Bodenfreiheit des Fahrzeugs beträgt 20 und die Wattiefe 56 Zentimeter. Der Böschungswinkel wird vorn mit 24 und hinten mit 30 Grad angegeben.
|                                                   | 2.0T                           | Hi4 102                         | Hi4 105                         |
| Bauzeitraum                                       | seit 05/2025                   | seit 10/2023                    | seit 10/2023                    |
| Motorkenndaten                                    |                                |                                 |                                 |
| Motortyp                                          | R4-Ottomotor                   | R4-Ottomotor + 2 Elektromotoren | R4-Ottomotor + 2 Elektromotoren |
| Hubraum                                           | 1998 cm³                       | 1499 cm³                        | 1499 cm³                        |
| max. Leistung Verbrennungsmotor bei min−1         | 175 kW (238 PS) / 6000         | 123 kW (167 PS) / 5500–6000     | 123 kW (167 PS) / 5500–6000     |
| max. Leistung Elektromotor vorne                  | —                              | 70 kW (95 PS)                   | 70 kW (95 PS)                   |
| max. Leistung Elektromotor hinten                 | —                              | 150 kW (204 PS)                 | 150 kW (204 PS)                 |
| max. Systemleistung                               | —                              | 278 kW (378 PS)                 | 282 kW (383 PS)                 |
| max. Drehmoment Verbrennungsmotor bei min−1       | 385 Nm / 1700–4000             | 243 Nm / 1500–4000              | 243 Nm / 1500–4000              |
| max. Drehmoment Elektromotor vorne                | —                              | 160 Nm                          | 160 Nm                          |
| max. Drehmoment Elektromotor hinten               | —                              | 350 Nm                          | 350 Nm                          |
| max. Systemdrehmoment                             | —                              | 750 Nm                          | 750 Nm                          |
| Kraftübertragung                                  |                                |                                 |                                 |
| Antrieb                                           | Allradantrieb                  | elektrischer Allradantrieb      | elektrischer Allradantrieb      |
| Getriebe                                          | 9-Gang-Doppelkupplungsgetriebe | 2-Gang-Hybridgetriebe           | 2-Gang-Hybridgetriebe           |
| Messwerte                                         |                                |                                 |                                 |
| Höchstgeschwindigkeit                             | 200 km/h                       | 190 km/h                        | 190 km/h                        |
| Beschleunigung, 0–100 km/h                        | 8,1 s                          | 6,0 s                           | 6,2 s                           |
| Kraftstoffverbrauch auf 100 km (CLTC, kombiniert) | 8,7 l Super                    | 1,7 l Super                     | 1,2 l Super                     |
| Tankinhalt                                        | 60 l                           | 55 l                            | 55 l                            |
| Energieinhalt Akku                                | —                              | 19,1 kWh                        | 27,5 kWh                        |
| Elektrische Reichweite, CLTC                      | —                              | 81 km                           | 115 km                          |
| Abgasnorm                                         | China VI                       | China VI                        | China VI                        |